# Division 1 (Bélgica) 1952-53
La Primera División de Bélgica 1952/53 fue la 50.ª temporada de la máxima competición futbolística en Bélgica.

## Tabla de posiciones
| Pos | Equipo                         | PJ | PG | PE | PP | GF | GC | Pts | DG  | Notas                     |
| --- | ------------------------------ | -- | -- | -- | -- | -- | -- | --- | --- | ------------------------- |
| 1   | R.F.C. de Liège                | 30 | 18 | 6  | 6  | 65 | 36 | 42  | +29 |                           |
| 2   | R.S.C. Anderlecht              | 30 | 19 | 3  | 8  | 77 | 43 | 41  | +34 |                           |
| 3   | Beerschot                      | 30 | 16 | 4  | 10 | 80 | 48 | 36  | +32 |                           |
| 4   | K.R.C. Mechelen                | 30 | 14 | 6  | 10 | 52 | 47 | 34  | +5  |                           |
| 5   | Standard Liège                 | 30 | 12 | 9  | 9  | 59 | 53 | 33  | +6  |                           |
| 6   | KV Mechelen                    | 30 | 13 | 7  | 10 | 57 | 57 | 33  | 0   |                           |
| 7   | R.O.C. de Charleroi-Marchienne | 30 | 11 | 8  | 11 | 40 | 45 | 30  | -5  |                           |
| 8   | Royale Union Saint-Gilloise    | 30 | 12 | 6  | 12 | 47 | 48 | 30  | -1  |                           |
| 9   | La Gantoise                    | 30 | 12 | 5  | 13 | 52 | 55 | 29  | -3  |                           |
| 10  | Tilleur FC                     | 30 | 9  | 10 | 11 | 37 | 44 | 28  | -7  |                           |
| 11  | K Berchem Sport                | 30 | 11 | 6  | 13 | 51 | 53 | 28  | -2  |                           |
| 12  | Royal Antwerp FC               | 30 | 10 | 7  | 13 | 47 | 57 | 27  | -10 |                           |
| 13  | Daring Club Bruxelles          | 30 | 8  | 9  | 13 | 40 | 43 | 25  | -3  |                           |
| 14  | R. Charleroi S.C.              | 30 | 10 | 4  | 16 | 48 | 78 | 24  | -30 |                           |
| 15  | RC de Gand                     | 30 | 10 | 1  | 19 | 34 | 52 | 21  | -18 | Descenso a la Division II |
| 16  | Beringen FC                    | 30 | 5  | 9  | 16 | 39 | 66 | 19  | -27 | Descenso a la Division II |

PJ = Partidos jugados; PG = Partidos ganados; PE = Partidos empatados; PP = Partidos perdidos; GF = Goles a favor; GC = Goles en contra; Pts = Puntos; DG = Diferencia de goles